# Dafne Navarro
Dafne Carolina Navarro Loza (Jalisco, México, 30 de enero de 1996) es una gimnasta mexicana de trampolín, la primera mexicana en competir en esta disciplina en unos Juegos Olímpicos.

## Trayectoria deportiva
Es ganadora de la medalla de plata en el evento de trampolín femenino en los Juegos Panamericanos 2015 celebrados en Toronto, Canadá. También, ganó la medalla de bronce en los Juegos Panamericanos 2019 celebrados en Lima, Perú.
En 2018, ganó la medalla de bronce en el evento sincronizado femenino, junto a Melissa Flores, en el Campeonato Mundial de Gimnasia Trampolín 2018 celebrado en San Petersburgo, Rusia.
Fue seleccionada para representar a México en los Juegos Olímpicos de Tokio 2020, con lo que se convirtió en la primera mexicana en competir en gimnasia de trampolín en unos Juegos Olímpicos.
La dupla conformada por Dafne y Mariola García obtuvo una medalla de bronce en la prueba de trampolín sincronizado durante las actividades del Campeonato Mundial de Gimnasia de Trampolín, realizado en Bulgaria en 2022, al finalizar con una puntuación de 45.26 puntos.
En 2023 tuvo una lesión en la rodilla, sin embargo, logró un par de medallas de bronce, tanto en individual como en sincronizado acompañada de Mariola García en los Juegos Panamericanos de Santiago y quedó en decimosegundo lugar en el Campeonato mundial que se llevó a cabo en Inglaterra.
Las competencias para los clasificatorios de las Olimpiadas en París del año 2024 significaron más competencias, por lo que en febrero de 2024 participó en la Copa del Mundo de Gimnasia de Trampolín en Bakú, Azerbaiyán, en la que finalizó con una puntuación de 50.84, con una rutina de 13.50 de dificultad y una ejecución de 14.30, lo que la hizo avanzar hasta la semifinal, de esta manera sumó puntos y continuó hacia la Copa del Mundo de Gimnasia de Trampolín en Cottbus, Alemania, sin embargo, quedó a tres lugares de clasificar a los Juegos Olímpicos de París 2024.
Durante los Juegos Nacionales CONADE 2024, formó parte de la plantilla de jueces que evalúan a los deportistas más jóvenes en la disciplina de gimnasia de trampolín, lugar al que se hizo acreedora después de competir en siete ediciones de dichos juegos. 

Previo a las olimpiadas de Los Ángeles 2028, Dafne manifestó que competirá en el ciclo olímpico para permitirle clasificar a sus segundos Juegos Olímpicos y decidir si serán estos los últimos para ella en caso de lograr su participación en la disciplina de gimnasia de trampolín:
Ahora tengo poco más de 4 años para prepararme y ahora será distinto y tendré esta motivación de acudir a unos Juegos Olímpicos, lo intenté una segunda vez y no fui y buscaré esa tercera clasificación o tercera oportunidad y con eso cerrar mi carrera deportiva. (…) Probablemente, me gustaría buscar una última clasificación para Juegos Olímpicos y ver qué pasa, no estoy muy segura, pero creo que sí, por lesiones, edad, sí me gustaría aguantar 4 años y retirarme.
En 2025 participó en el Panamericano de Gimnasia de trampolín realizado en El Salvador con una ejecución que la hizo acreedora de la medalla de plata en la prueba individual femenil con 52.530 puntos.

## Palmarés internacionales
| Año  | Competencia                          | Lugar           | Medalla           | Prueba       |
| ---- | ------------------------------------ | --------------- | ----------------- | ------------ |
| 2025 | Campeonato Panamericano              | Ciudad Merliot  | Medalla de plata  | Individual   |
| 2023 | Juegos Panamericanos                 | Santiago        | Medalla de bronce | Individual   |
| 2023 | Juegos Panamericanos                 | Santiago        | Medalla de bronce | Sincronizado |
| 2022 | Campeonato Panamericano              | Río de Janeiro  | Medalla de oro    | Equipo       |
| 2022 | Campeonato Panamericano              | Río de Janeiro  | Medalla de plata  | Sincronizado |
| 2022 | Campeonato Panamericano              | Río de Janeiro  | Medalla de bronce | Individual   |
| 2022 | Campeonato Mundial                   | Sofía           | Medalla de bronce | Sincronizado |
| 2019 | Juegos Panamericanos                 | Lima            | Medalla de bronce | Individual   |
| 2018 | Campeonato Mundial                   | San Petersburgo | Medalla de bronce | Sincronizado |
| 2018 | Juegos Centroamericanos y del Caribe | Barranquilla    | Medalla de oro    | Individual   |
| 2018 | Campeonato Panamericano              | Lima            | Medalla de bronce | Equipo       |
| 2016 | Campeonato Panamericano              | Bogotá          | Medalla de plata  | Equipo       |
| 2015 | Juegos Panamericanos                 | Toronto         | Medalla de plata  | Individual   |
| 2014 | Campeonato Panamericano              | Mississauga     | Medalla de plata  | Equipo       |